# الغامضة (حارة)

تعديل مصدري - تعديل

الغامضة هي إحدى حارات مدينة رحاب بمحافظة إب، بلغ تعداد سكانها 273 نسمة حسب تعداد اليمن لعام 2004.